# Eragrostis fosbergii
Eragrostis fosbergii là một loài thực vật có hoa trong họ Hòa thảo. Loài này được Whitney mô tả khoa học đầu tiên năm 1937.